# BSA Lightning
La BSA Lightning A65 était une motocyclette bicylindre britannique 650 cm3  fabriquée par BSA à Birmingham entre 1965 et 1972.

## Conception et développement
La BSA A65 Lightning fut conçue comme la machine sportive polyvalente des années 1960  principalement destinée à être exportée vers le marché américain  en complément de la Thunderbolt et de son développement ultérieur, le modèle supersports Spitfire. Le développement du moteur visait à le rendre plus fiable, plus silencieux et moins sujet aux fuites d'huile, la vitesse maximale étant sacrifiée pour améliorer l'utilisation à mi-régime et la maniabilité. Néanmoins, avec les carburateurs doubles, l’A65L pouvait encore atteindre 174 km/h. Les améliorations incluaient un voyant d’alarme de pression d’huile, mais celui-ci ayant tendance à mal fonctionner les pilotes l’ignoraient la plupart du temps. Une boîte de vitesses à rapports rapprochés, associée à un arbre à cames à grande levée, offrait une accélération vive et des performances à des régimes plus élevés que la A65 standard. Le premier rapport étant un peu haut, les coureurs durent apprendre à faire patiner l'embrayage jusqu'à 16 km/h. Les clients se plaignaient également de vibrations excessives au-dessus de 5000 tr/min et une tendance à louvoyer au dessus de 145 km/h. Une fonction utile était la position «démarrage d'urgence» de la clé de contact permettant, lorsque la batterie était à plat, de démarrer en connectant le courant de l'alternateur directement aux bobines d'allumage.

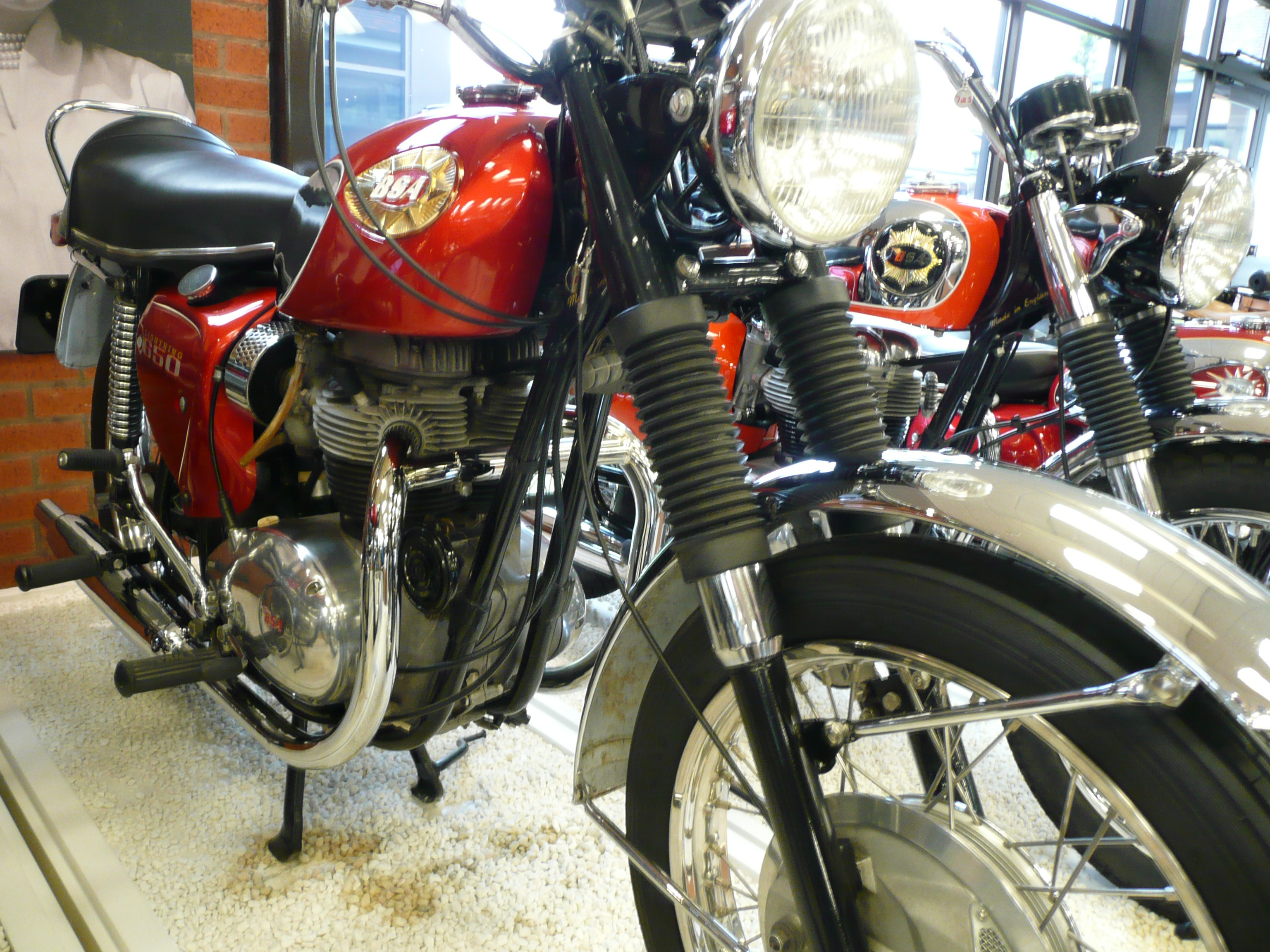
Lightning avec son tuyau d'équilibrage d'échappement

À partir de 1969, la Lightning fut améliorée avec des échappements équilibrés, des silencieux redessinés au niveau interne, les faces demi-carters de raccordement élargies et un frein avant à double patin. Lors des essais sur route, Moto Sport rapporta que la vitesse de croisière naturelle était de 113 km/h, et qu'il était impossible de rouler confortablement à plus de 5 500 tr/min dans les rapports supérieurs en raison de fortes vibrations. À 6 200 tr/min le filament de l’ampoule du phare avait par exemple tendance à se casser. Par conséquent, aucun test de vitesse maximale ne fut tenté.
En 1971, 201 exemplaires 750 cm3, désignées A70L, furent produites à des fins d'homologation pour les courses aux États-Unis.
En 1972, le groupe BSA connaissait des difficultés financières et, dans une dernière tentative visant à prolonger la durée de vie de la marque, un nouveau cadre fut développé pour l’A65L. En plus d’élever la hauteur de selle à un niveau peu pratique de 838 mm, le cadre se cassa au cours d'essais effectués sur la piste d’essai MIRA (Motor Industry Research Association) marquant la fin de l’une des gammes de motos bicylindres britanniques les plus réussies.

## Dans la culture populaire

### James Bond
Une BSA Lightning entièrement peinte en doré et équipée de missiles, est présente dans le film de James Bond de 1965, Opération Tonnerre. La moto était pilotée par l’ancien champion de course sur route, Bill Ivy, coiffé d’une perruque blonde pour le faire ressembler à la James Bond Girl Fiona Volpe, interprété par l’actrice italienne Luciana Paluzzi. Volpe utilisait la BSA pour lancer deux missiles et détruire la voiture du Comte Lippe qui poursuivait Bond.
Un système de lancement de missiles fut installé sur la moto mais l’explosion qui a détruit la voiture fut déclenchée à distance par le coordinateur des cascades Bob Simmons. Le tournage de la scène a été enregistré dans un film de Ford intitulé Guide pour faire exploser une voiture, présent dans l'édition Ultimate DVD du film.
En septembre 1965, la moto a été présentée dans une exposition de motos à Brighton qui s’est tenu au parc des expositions Metropole Hotel.

### If….
Une Lightning est mise en vedette dans le film de 1968 If.... avec Malcolm McDowell dont le personnage principal « Mick » - censé être l'acheteur potentiel d'une moto -  démarre celle-ci et roule hors du showroom pour faire un joyride.

### Boon
Une Lightning fut largement utilisée dans la série télévisée britannique Boon, diffusée à partir de 1986. La moto (surnommée "White Lightning" par le protagoniste Ken Boon (joué par Michael Elphick ) a contribué à la popularité de la série durant ses sept années d'existence. Boon - qui se considérait comme un Lone Ranger des temps modernes - traitait sa Lightning comme s'il s'agissait de son cheval.